# Czerwieńsk
Czerwieńskⓘ (Czerwieńsk Odrzański, em alemão: Rothenburg an der Oder) é um município no oeste da Polônia. Pertence à voivodia da Lubúsquia, no condado de Zielona Góra, localizado no planalto de Czerwieńska. É a sede da comuna urbano-rural de Czerwieńsk.
Nos anos de 1975 a 1998, a cidade pertencia administrativamente à voivodia de Zielona Góra.
Estende-se por uma área de 9,4 km², com 3 900 habitantes, segundo o censo de 31 de dezembro de 2021, com uma densidade populacional de 414,9 hab./km².

## Localização
Czerwieńsk está localizada na parte sul da voivodia da Lubúsquia, no condado de Zielona Góra, na comuna urbano-rural de Czerwieńsk.
Historicamente, Czerwieńsk está localizada na Baixa Silésia. A área onde a cidade se encontra atualmente fazia parte do Ducado de Głogów e, em seguida, do Ducado de Krosno na Idade Média, após o que foi incorporada à Nova Marca em 1482, dentro de cujas fronteiras pertenceu a Brandemburgo a partir de 1571. Em 1816, Czerwieńsk foi incorporada à província prussiana da Silésia, o que fez com que a área da cidade se tornasse novamente parte da Silésia.

## História
- 1550 — No território de Brandemburgo, a 5 km de sua sede ancestral em Nietków, a família von Rothenburg construiu um pavilhão de caça; em torno dele, é fundada uma vila e um assentamento de artesanato conhecido como Nowy Nietków.
- 1616–1648 — Maior desenvolvimento após o fim da Guerra dos Trinta Anos e a chegada de comerciantes de tecidos da Silésia à cidade.[5]
- 1654 — Construção de uma igreja protestante — também usada pelos protestantes de Zielona Góra, que estava sob o domínio católico dos Habsburgos; Christoph Reiche torna-se o primeiro pastor.
- 24 de janeiro de 1690 — Fundação da cidade de Rothenburg an der Oder pelo Eleitor de Brandemburgo FredericoIII; o vilarejo de Nowy Nietków ainda existe próximo à cidade. A prefeitura, um prédio que existe até hoje e serve como sede do município, também foi construída nessa época.
- 1701 — Brandemburgo torna-se parte do Reino da Prússia.
- 1707 — O pastor Johannes Reiche iniciou a construção de uma igreja nova e mais espaçosa; o prédio existiu até 1877.
- 1811 — Primeira planta da cidade, criada pelo funcionário real Niceus.
- 1816 — Reforma administrativa na Prússia — a cidade é anexada à província da Silésia.
- 1870 — Obtenção de uma conexão ferroviária.
- 1871 — A cidade passa a fazer parte da Alemanha.
- 1877 — Construção de uma nova igreja protestante — o prédio existe até hoje sendo usado pelos católicos.
- 1890 — A família Starost constrói a primeira serraria da cidade.
- 1900 — A cidade tem 632 habitantes.
- 1901 e 1908 — Nowy Nietków é incorporada como uma cidade.
- 1933 — Conforme o censo, a cidade tem uma população de 1.430 habitantes.
- 1945 — Incorporação da cidade nas fronteiras da Polônia, com direitos municipais e gabinete do prefeito mantidos;[5] mudança do nome para o nome atual, destruição.[6] (por algumas semanas em 1945, o nome Rozborg também funcionou)
- 20 de novembro de 1945 — Transformação da cidade em um assentamento rural, perda dos direitos municipais e do cargo de prefeito.[5]
- 1957 — Transformação da cidade em um assentamento urbano.[5]
- 1 de janeiro de 1969 — Czerwieńsk recebe novamente os direitos de cidade.[5]
- 1975 — Integração da cidade à voivodia de Zielona Góra e início da construção das instalações técnicas para a linha ferroviária “Śląsk — Porty”, comumente conhecida como “Odrzanka”.[7]
- 1983–1984 — Construção da estação de trem Czerwieńsk Towarowy.
- 1998 — Integração da cidade à voivodia da Lubúsquia após as mudanças territoriais na Polônia.
- 4 de junho de 1989 — Realização de muitos investimentos na cidade iniciados pela mudança política.[7]
- Outubro de 1990 — O primeiro título da revista mensal gratuita “Czerwieńsk — U nas” é publicado na cidade, sendo o órgão de divulgação da Prefeitura e do Conselho Municipal de Czerwieńsk.[7]
- 2010 — A exposição “Droga do wolności” (Estrada para a liberdade) é realizada no ginásio local (atual Escola Secundária Geral General Stefan Rowecki “Grot”) sobre a história da Polônia.[8]

## Economia
Há 331 pessoas trabalhando em Czerwieńsk para cada 1.000 habitantes. Isso é significativamente mais do que o valor para a região da voivodia da Lubúsquia e significativamente mais do que o valor para a Polônia. 42,0% de todas as pessoas empregadas no total são mulheres e 58,0% são homens. O desemprego registrado em Czerwieńsk foi de 7,8% em 2021 (8,8% entre as mulheres e 6,9% entre os homens). Isso é significativamente maior do que a taxa de desemprego registrada na voivodia da Lubúsquia e significativamente maior do que a taxa de desemprego registrada na Polônia na totalidade.
Em 2021, o salário mensal bruto médio em Czerwieńsk era de 5.392,72 PLN, correspondendo a 89,90% do salário mensal bruto médio na Polônia. Entre os residentes economicamente ativos de Czerwieńsk, 532 pessoas vão trabalhar em outras cidades e 685 trabalhadores vêm trabalhar de fora do município — portanto, o saldo de chegadas e partidas para o trabalho é de 153.
24,3% dos residentes economicamente ativos de Czerwieńsk trabalham no setor agrícola (agricultura, silvicultura, caça e pesca), 35,3% na indústria e construção, 16,9% no setor de serviços (comércio, conserto de veículos, transporte, hospedagem e alimentação, informação e comunicação) e 0,8% trabalham no setor financeiro (atividades financeiras e de seguros, serviços imobiliários).

## Demografia
Conforme os dados do Escritório Central de Estatística da Polônia (GUS) de 31 de dezembro de 2022, Czerwieńsk é uma cidade muito pequena com uma população de 3 812 habitantes (30.º lugar na voivodia da Lubúsquia e 655.º na Polônia), tem uma área de 9,36 km² (21.º lugar na voivodia da Lubúsquia e 622.º lugar na Polônia) e uma densidade populacional de 407,26 hab./km² (33.º lugar na voivodia da Lubúsquia e 646.º lugar na Polônia). Nos anos 2002–2021, o número de habitantes diminuiu 6,9%.
Os habitantes de Czerwieńsk constituem cerca de 5,05% da população do condado de Zielona Góra, constituindo 0,39% da população da voivodia da Lubúsquia.
| Descrição                         | Total      | Total    | Mulheres   | Mulheres | Homens     | Homens   |
| --------------------------------- | ---------- | -------- | ---------- | -------- | ---------- | -------- |
| unidade                           | habitantes | %        | habitantes | %        | habitantes | %        |
| população                         | 3 812      | 100      | 1 942      | 50,1     | 1 870      | 49,9     |
| superfície                        | 9,36 km²   | 9,36 km² | 9,36 km²   | 9,36 km² | 9,36 km²   | 9,36 km² |
| densidade populacional (hab./km²) | 407,26     | 407,26   | 204,04     | 204,04   | 203,22     | 203,22   |

## Monumentos históricos

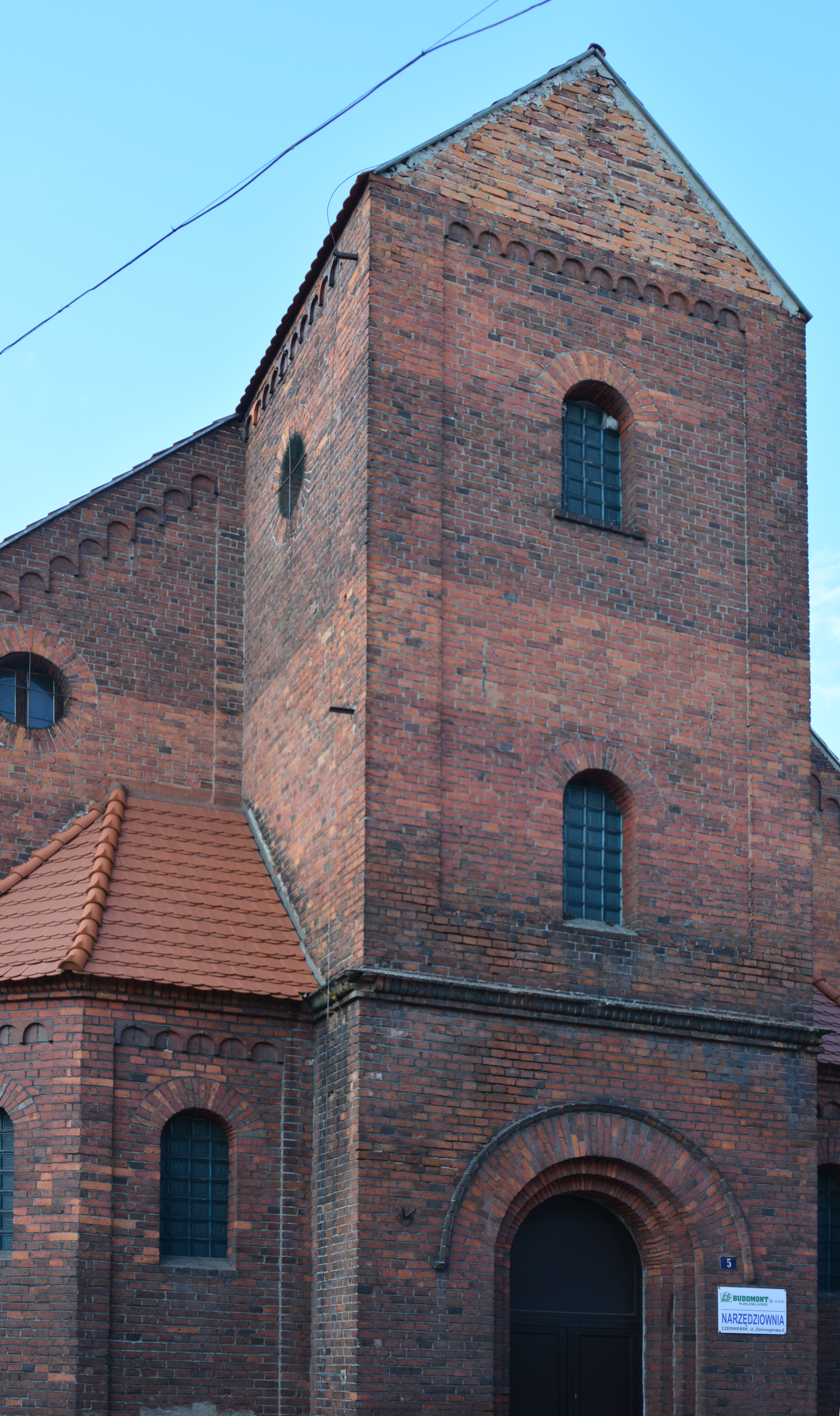
Antiga igreja protestante

O registro provincial de monumentos inclui:
- Igreja evangélica, construída pelo pastor Martin Gottfried Julius Schöne em meados do século XIX, atualmente o prédio serve como armazém da fábrica de ferramentas Budomont, rua Zielonogórska, 5
- Prefeitura (sede do município de Czerwieńsk) construída em 1690
- Capelas no cemitério local
- Edifícios do complexo senhorial, datados dos séculos XVII a XIX:
  - Estábulos
  - Pocilga

Outros monumentos:
- Edifício da estação ferroviária de 1870
- Igreja paroquial de Santo Adalberto,[13] neogótica, construída no local de um templo de 1707, aberta aos fiéis em 13 de dezembro de 1877

## Educação
Oitocentos e cinquenta e três habitantes de Czerwieńsk estão na idade de educação potencial (3-24 anos) (incluindo 409 mulheres e 444 homens). Segundo o Censo Nacional de 2011, 14,6% da população tem diploma universitário, 2,3% tem educação pós-secundária, 11,3% tem educação secundária geral e 17,2% tem educação profissional secundária. 28,0% dos residentes de Czerwieńsk têm educação profissional básica, 6,0% têm educação secundária inferior e 18,7% concluíram a educação primária. 1,9% dos habitantes abandonaram os estudos antes de concluir o ensino fundamental. Em comparação com toda a região da voivodia da Lubúsquia, os habitantes de Czerwieńsk têm um nível de escolaridade semelhante. Entre as mulheres que vivem em Czerwieńsk, a maior porcentagem concluiu a educação primária (20,6%) e a educação profissional básica (20,1%). Os homens têm maior probabilidade de ter concluído o ensino profissionalizante básico (36,0%) e o ensino profissionalizante secundário (17,6%).
Em 2021, havia 1 jardim de infância em Czerwieńsk, com 176 crianças (91 meninas e 85 meninos) frequentando 8 salas. Havia 0 vagas disponíveis. Em comparação, em 2008 havia 1 jardim de infância em Czerwieńsk, com 119 crianças (64 meninas e 55 meninos) frequentando 5 salas. Havia 120 vagas disponíveis. 16,9% dos habitantes de Czerwieńsk na idade de educação potencial (3-24 anos) se enquadram na faixa de 3-6 anos — educação pré-escolar (17,6% entre as meninas e 16,2% entre os meninos). Para cada 1.000 crianças em idade pré-escolar, 1.081 frequentam estabelecimentos de educação pré-escolar. Havia 0,50 crianças em idade pré-escolar para cada vaga em um estabelecimento de educação pré-escolar em 2018.
Há uma escola primária com 379 alunos (189 do sexo feminino e 190 do sexo masculino) em 19 salas de aula. Em comparação, em 2008, Czerwieńsk tinha 1 escola primária com 295 alunos (135 do sexo feminino e 160 do sexo masculino) em 14 salas. Na faixa etária de 3 a 24 anos, 27,1% da população é educada no nível primário (7 a 12 anos) (25,9% entre as meninas e 28,2% entre os meninos). Há 19,9 alunos por ala nas escolas primárias.
Há 1 escola secundária geral em Czerwieńsk, com 171 alunos (95 do sexo feminino e 76 do sexo masculino) em 8 salas de aula. Em 2021, 16 graduados foram registrados. Em comparação, em 2008, havia 1 escola secundária geral em Czerwieńsk, com 73 alunos (27 mulheres e 46 homens) em 3 salas. Em 2008, foram registrados 0 graduados. Na faixa etária de 3 a 24 anos, 17,0% da população tem ensino médio completo (16 a 18 anos) (18,8% entre as meninas e 15,3% entre os meninos). Há 21,4 alunos por sala em escolas integrais.
Na faixa etária correspondente ao ensino superior (19 a 24 anos), há 23,1% dos habitantes de Czerwieńsk em idade de educação potencial (20,5% entre as mulheres e 25,5% entre os homens).

## Transportes

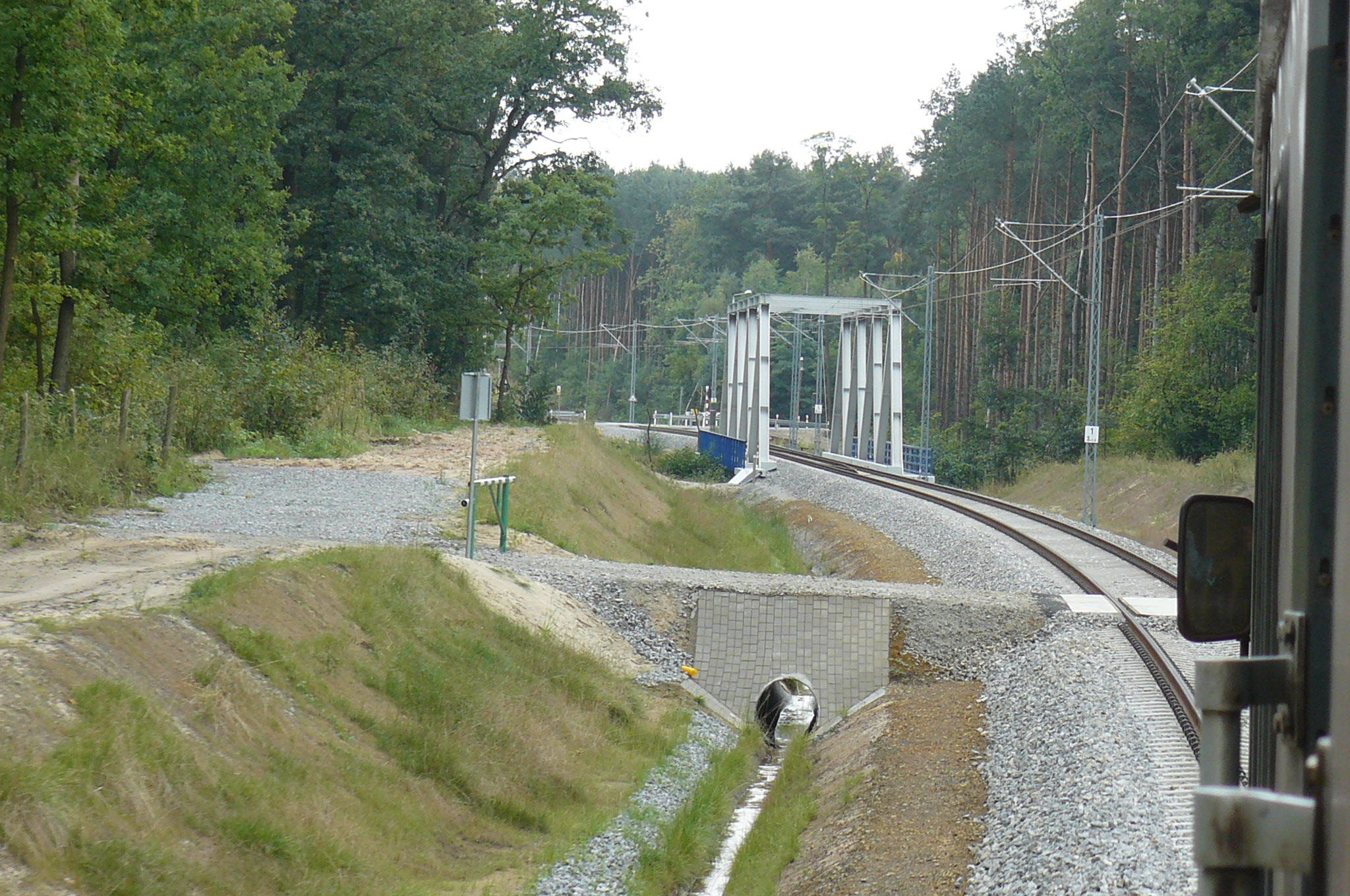
Desvio da ferrovia de Czerwieńsk construído em 2013

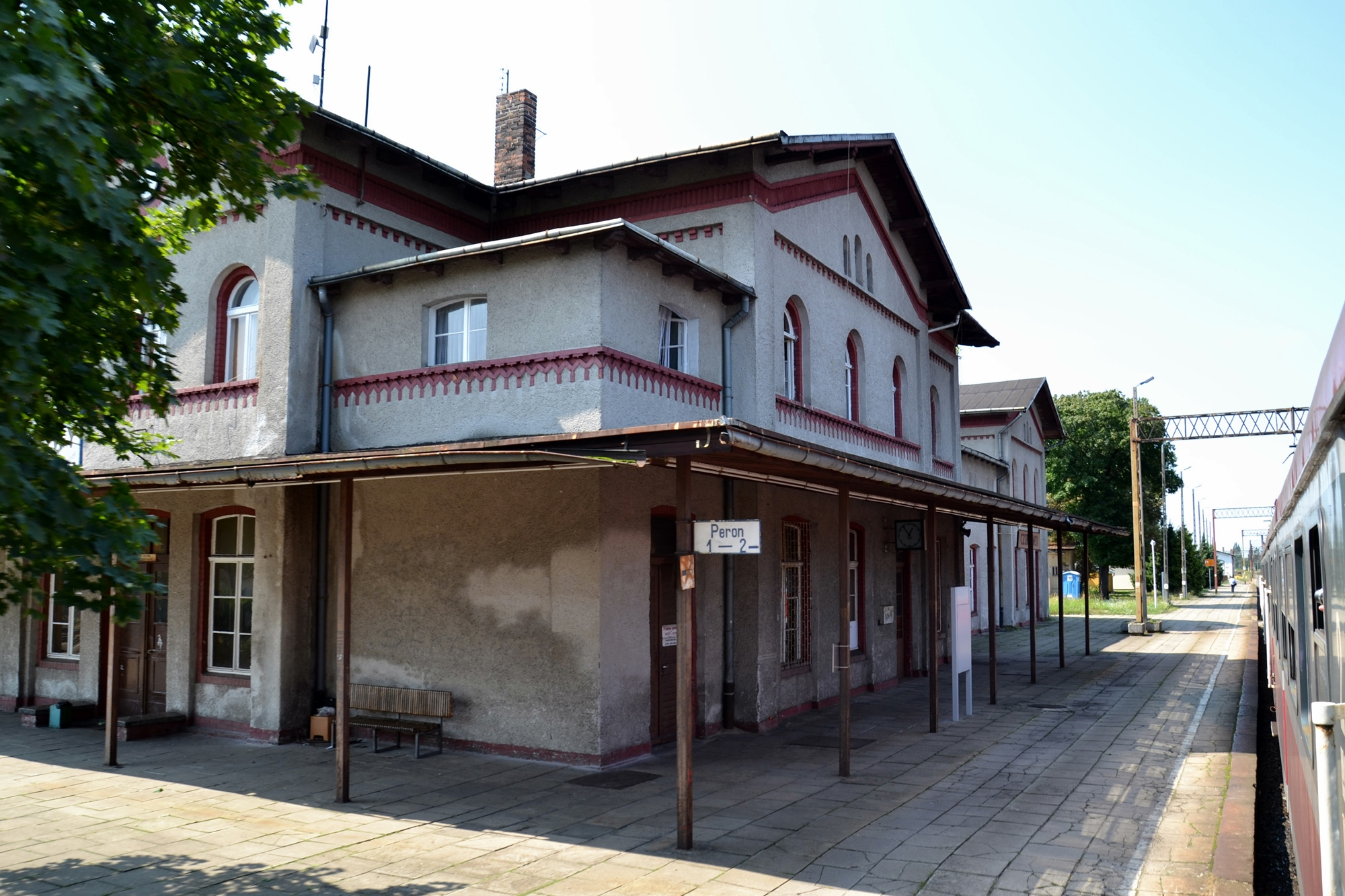
Estação ferroviária de Czerwieńsk

### Transporte rodoviário
A cidade fica na interseção das estradas provinciais:
- Estrada provincial n.º 279: Zielona Góra — Buchałów — Leśniów Wielki — Czerwieńsk — Wysokie.
- Estrada provincial n.º 280: Zielona Góra — Czerwieńsk — Brody

### Transporte público
Os serviços de transporte público em Czerwieńsk são prestados:
- PKS Zielona Linia — Laski, Nietków, Czerwieńsk, Płoty, Przylep, Zielona Góra
- PKP Zielona Góra
- Aeroporto Zielona Góra/Babimost Spółka z o. o.
- Aeroclube da região da Lubúsquia
- Travessias de balsa sobre o rio Óder perto de Czerwieńsk:
  - Czerwieńsk – Brody (estrada provincial n.º 280)
  - Wysokie – Pomorsko (estrada provincial n.º 281)

### Transporte ferroviário
A estação ferroviária de Czerwieńsk e as paradas Czerwieńsk Mt e Czerwieńsk Towarowy estão desativadas. Havia duas linhas em funcionamento:
- 32 (Estação ferrovias estatais polonesas — Czerwieńsk — Laski)
- 34 (Estação ferrovias estatais polonesas — Czerwieńsk — Wysokie)

## Esportes
- Desde 1947, o clube esportivo de futebol “Piast” Czerwieńsk opera em Czerwieńsk. O time joga no distrito e suas partidas em casa são disputadas no Estádio Municipal de Czerwieńsk[15]
- Em 2012, o clube de corrida Ronin Czerwieńsk foi fundado em Czerwieńsk
- Associação de Tênis Czerwieńskie — mais de dez anos após a criação das quadras de tênis em Czerwieńsk, os entusiastas desta forma de recreação decidiram fundar a Associação de Tênis Czerwieńskie[16]